# Palicourea irwinii
Palicourea irwinii är en måreväxtart som beskrevs av Julian Alfred Steyermark. Palicourea irwinii ingår i släktet Palicourea och familjen måreväxter. Inga underarter finns listade i Catalogue of Life.